# Ole Poulsen
Ole Poulsen (16 de dezembro de 1941) é um velejador dinamarquês, campeão olímpico. Ele competiu nos Jogos Olímpicos de Verão de 1964 na classe Dragon e conquistou a medalha de ouro, ao lado de Christian von Bülow e Ole Berntsen. Um ano depois, Poulsen também se sagrou campeão mundial de kitesurf em Sandhamn.
Sua avó Yutta Barding participou dos Jogos Olímpicos de 1924, assim como sua mãe Ulla Barding-Poulsen em 1936 e 1952.